# Schmalzturm (Landsberg am Lech)

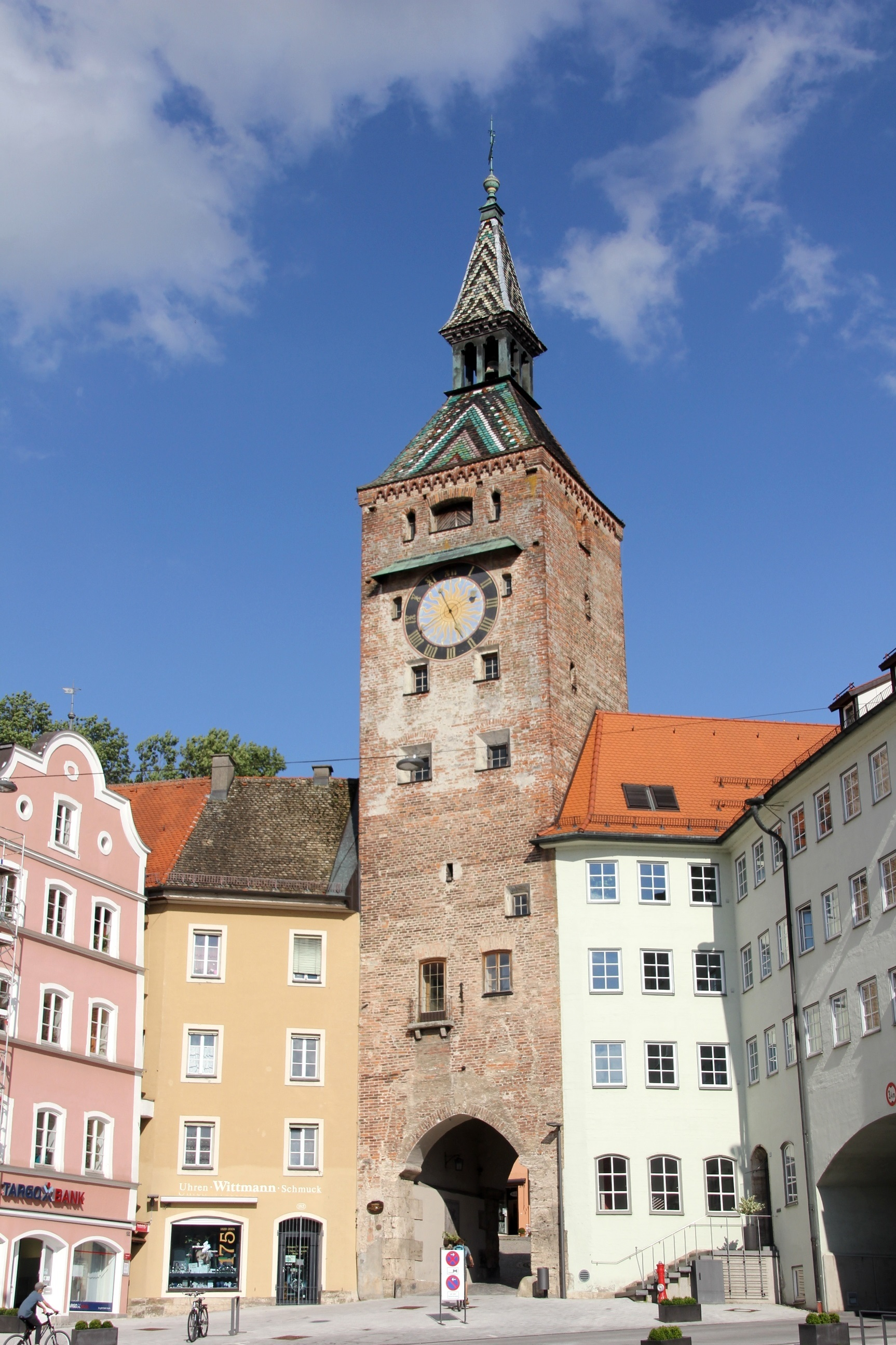
Schmalzturm in Landsberg am Lech

Der Schmalzturm, auch schöner Turm genannt, ist ein Bauwerk der ersten Stadtmauer von Landsberg am Lech, der sich am höchsten Punkt des schräg nach Westen neigenden Hauptplatzes erhebt und als erstes östliches Stadttor der Kernstadt wohl noch im 13. Jahrhundert gebaut wurde. Als Zierde laufen Kleeblattfriese um den Turm; bunte Dachziegel, in den Stadtfarben gehalten, und ein Sturmglockenaufsatz geben der Wichtigkeit des Tores Ausdruck. Den Beinamen »Schmalzturm« erhielt er, da sich an schönen Tagen die Marktfrauen mit ihrer Ware, unter anderem auch Schmalz, in den Schatten des Tores stellten. Das Schmalz blieb so fester und konnte besser verkauft werden.
Inzwischen befindet sich die Sparkasse Landsberg-Dießen in den Räumlichkeiten des Turmes.
Die Kanonenkugel über dem Turmdurchgang erinnert an die Besatzungszeit 1796 durch napoleonische Truppen, die nicht gerade zimperlich mit den Bürgern Landsberg umgingen.
Am Schmalzturm läuft die Stadtmauer weiter, an ihrer Außenseite angebaut sind die Anwesen der Schlosser. Somit war die Funktion der Mauer auch noch auf den Brandschutz ausgerichtet. Die Schlosser arbeiteten mit offenem Feuer (Gefahr einer Feuersbrunst) und waren aus diesem Grund immer an den Stadtrand oder außerhalb angesiedelt. Links vom Schmalzturm das gelbe Haus mit Erker, hier befand sich das Rentamt (Vorläufer des Finanzamtes) mit großen Vorratsspeichern. Das Storchenrad auf dem Dach erinnert daran, dass ringsum Auenlandschaft und somit genügend Futter für die Störche vorhanden war.
Am Abschluss dieser Häuserzeile befinden sich die Herzogstuben. Herzog Wolfgang hatte sich im 16. Jahrhundert diese kleine Residenz erbaut, da die alte Burg seinen Ansprüchen nicht mehr genügte. In der Mitte des Gebäudes ist noch die Hofdurchfahrt zu erkennen, die zu den Wirtschaftsgebäuden führte. Heute führt hier eine kleine Passage bis zum Georg-Hellmair-Platz.